# Spithead

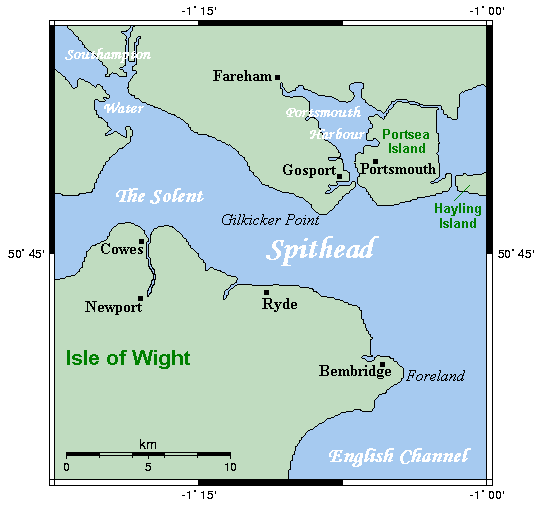
Spithead

Spithead is het oostelijk deel van de Solent tussen de havenstad Portsmouth en het eiland Wight. 
Het wordt beschermd tegen alle winden, behalve die uit het zuidoosten. Het ontvangt zijn naam aan de Spit, een schoorwal die zich uitstrekt ten zuiden van het Hampshire kust tot zo’n 5 kilometer in zee. Spithead zelf is ongeveer 22,5 km lang en gemiddeld ongeveer 6,5 km breed. 
Het is de locatie voor de vlootschouw van de Britse marine, waar de vloot zich presenteert aan de vorst. Spithead wordt sinds 1864 sterk verdedigd door vestingwerken die een aanvulling vormen op die van Portsmouth.
Tussen 16 april en 15 mei 1797 was er een muiterij, de Spithead muiterij, in de Britse vloot voor anker bij Spithead. De matrozen protesteerden tegen de slechte leefomstandigheden aan boord van de schepen.